# Polihlorovani dibenzodioksin
Polihlorovani dibenzodioksin (PCDD), ili jednostavno dioksini su hemikalije koje sadrže hlor (Cl), ugljenik (C), kiseonik (O) i vodonik (H), i u čijoj osnovi je dibenzo-1,4-dioksin. Termin dioksin podrazumva sve diokdine, bilo koji pojedinačni dioksin ili neku grupu dioksina. Ali, uglavnom pod terminom dioksin podrazumevamo najtoksičniji od svih TCDD.
Neki naučnici veruju da dioksini spadaju među najtoksičnija veštačka jedinjenja. Dioksini su neželjeni nusprodukti formirani tokom hemijskih procesa u koji su umešani Cl i pojedina jedinjenja C i H. Dioksini se formiraju kada se hlorni gas upotrebljava za izbeljivanje papira, za proizvodnju pesticida, antiseptika na bazi Cl ili pri spaljivanju pojedinih Cl jedinjenja. Dioksini nemaju komercijalnu upotrebu i ne postoje dokazi da se proizvode od strane živih organizama. Šumski požari proizvode dioksine, ali u malim koičinama.

## Hemijske osobine
Diksini su hemijski stabilni, što znači da se ne razlažu na manje komponente. Stoga, jednom formiran dioksin postoji u prirodi dugo vremena. Naučnici su pronašli dioksin gotovo svuda, u vodenim tokovima, vazduhu, životinjama, ribi i čoveku.
Dioksini se formiraju tokom hemijskih procesa koji sadrže molekule Cl, C i H. Molekuli koje formiarju dioksni, obično sadrže grupu atoma koja se zove fenolna grupa. Fenol sadrži prsten od 6 C atoma - benzenov prsten, koji je povezan sa kiseonikovim i vodonikovim atomom. 2 fenola mogu da se povežu međusobno povezivanjem atoma O sa jednog fenola i atoma C na drugom fenolu i obratno. Ako je atom Cl takođe povezan sa molekulom onda s formira dibenzo-p-dioskin ili samo dioksin.
Danas se zna za 75 različitih tipova dioskina. Svaki molekul dioksinasadrži 12 atoma C dva atoma O i ukupno 8 atoma Cl i H. Svaki dioksin je osoben po broju C atoma na koje su povezani atomi Cl. Molekul koji sadrži atome hlora na pozicijama 2, 3, 7 i 8 se naziva 2, 3, 7, 8 – tetrahlorodibenzo – p – dioksinili TCDB.
Dioksini se ne rastvaraju lako u vodi, ali se zato dobro rastvaraju u uljima i mastima. Iz ovog razloga oni teže da se akumuliraju u lancu ishrane. Dioskin iz vazduha pada na biljke; životinje jedu biljke i mala količina dioksina se sa svake biljke akumulira u životinji. Životine dalje ulaze u lanac ishrane čime se dioksin koncentruje još više. Ovaj proces se naziva biomagnifikacija.

## Toksičnost
Neki naučnici veruju da su dioksini izuzetno toksične supstance. Laboratorijska istraživanja su pokazala da zamorci uginu i od izuzetno malih količina kad ih pojedu. Hrčkovi mogu da prežive i mnogo veće koncentracije.
Naučnici su sproveli obimna istraživanja, radi utvrđivanja koliko je dioksin opasan po ljude. Ljudi spadaju u srednji nivo osetljivosti na dioksin. Pošto su dioksini stabilna jedinjenja koja se ne razlažu lako, čak i male dnevne doze mogu da se akumuliraju do nivoa kada su opasni. Naučnici veruju da su dioksini toksični zato što im njihova veličina i oblik omgućava da imitiraju hormone, prirodne hemikalije koje imaju ulogu nosioca informacija u telu. Hormoni kontrolišu rast, razvoj, reprodukciju i funkciju organa. Kada toksini funkcionišu kao hormoni oni mogu da ometu normalan telesni razvoj i funkciju.
TCDD ima 4 atoma Cl povezana sa ugljenikom na dalekim krajevima molekula (na pozicijama 2, 3, 7 i 8) što im daje skoro ravan oblik. Dioksini sa više ili manje atoma Cl u molekulu imaju neki drugi oblik sa smanjenom i nikakvom toksičnošću. Naučnici veruju da im ovaj ravan oblik upravo omogućava da imitiraju hormone. Dioksini takođe mogu da izazovu poremaćaj rada jetre, jake glavobolje, gubitak mase, akne, oštećenje nervnog sistema i dr. Takođe mogu da izazovu probleme sa imunim sistemom, reprodukcijom enzima i genima.

## Spoljašnje veze
- NIEHS dioxin fact sheet
- "Dioxins and Dioxin-like Compounds in the Food Supply: Strategies to Decrease Exposure" Архивирано на веб-сајту  (25. децембар 2004), a 2003 report by the National Academy of Sciences
- "Assessment of the Health Risks of Dioxins", a 1998 report by the World Health Organisation.